# 無いもん買い
『無い物買い』（ないもんがい）は、上方落語の演目。商店に行って、店頭におよそなさそうなものを注文する遊びをする様子を描く。
複数の小咄が組み合わさった構造で、シーンの数を増減することで時間の調整がきき、若手が修練のために演じるいわゆる「前座噺」のひとつとしても知られる。
桂松光の演目帳『風流昔噺』（万延2年・1861年）には、「世の中ないものかいだし 但シ風の神落」「無い物買い出し 風神落」と複数の記載があり、前田勇は「古来、演者によってサゲを異にしたのであろう」という見解を述べている。

## あらすじ
喜六と清八は退屈をしていた。清八は、「無い物買い」という遊びをしないか、と喜六を誘い、街へ繰り出す。
ふたりは金物屋へ着いた。清八は店主に「ナスビかキュウリの漬物（つけもん）はあるか?」と尋ねる。店主がいぶかしがると、清八は「看板に『なものるいくき（菜物類・茎）』とあるがな」と返す。「かなものるいくき（金物類・釘）」と書かれた看板のうち、「か」の字が暖簾で隠れており、それをからかったのだ。
かつての大阪の商家では、朝商い（＝開店して最初）の客が何も買わないのは縁起が悪いため避けるべき、という店側客側双方の了解があった。清八は店内の品物を何か買おう、と申し出て、「鞘付きの火十能」「歯がギザギザになっていないノコギリ」「蓋や引き出しのついた金ダライ」などを要求して店主を困らせる。
ふたりは次に古手屋を訪ね、清八は「半袖・半ズボンになったモーニング」「裾模様の描かれたパッチ」「三角形の座布団」「綿入れの蚊帳」などを次々要求してからかう。
和菓子屋では巨大なぼた餅を作らせ、清八が「買うさかい、竹の皮で包んでくれるか」と言い、職人が「そない大きい竹の皮おまへんで、包まれしまへんがな」と答えると、「竹の皮なかったら、いらんわ」と言って店を飛び出す。
ここで喜六が「兄貴のようにやりたい」と言い出すので、清八は「味噌屋に行って『泣き味噌』を頼め」と吹き込んで送り出す。喜六はあまりに面白がり、吹き出しながら注文をするため、店主に冷やかしであることを見破られてしまう。「おます（＝あります）」と切り返した店主は、店の丁稚を呼び、「店の前を掃除しとけと言うたやろ。こらしめや」と叱って殴る。丁稚は大声で泣き出す。店主は「ええ泣き味噌でっしゃろ」と言って高額を要求し、喜六をやり込めてしまう。
喜六は悔しがり、次は魚屋で「無い物買い」に挑戦する。1円の鯛を「5銭に負からんか?」と喜六が言うと、店主は鯛の口に耳を当て、「『そないに負けられたら、他の魚に顔向けがでけん』と言うとる」ととぼけてみせ、すごい剣幕で喜六を叱る。
清八が間に入って謝り、「鯛を1円で買い取る」と言い放つ。そのかわり鯛の身を三枚におろし、それをさらに3等分し、包丁の背でたたき、舟盛り用の木船に入れて水たまりに放り込み、店主自ら踏みつけろ、と要求する。店主がその通りにすると、清八は財布から取り出した1円札に耳を当て、「『5銭に負けたもんを高く買いなおす、てなことされたら、他の札に顔向けでけん』と言うとる」と言って店を後にする。
魚屋の店主はあっけにとられ、何もできなかった。一部始終を見ていた店主の妻は、「あんたはホンマに体（たい＝威厳）のない人や」となじる。店主は
「いや、タイ（＝鯛）があったさかい、こんな目に遭（お）うたんや」

## バリエーション
落ち（サゲ）には前記のほかに、
- 「露地（ろうじ）の不精者（ぶしょうもん）」というもの（「東寺の羅生門」との地口）
- 「骨はわいが拾うてやる」というもの

といった別のスタイルがある。前田勇は後者について「たいがない」という言葉が通じなくなってできたもの、という見解を示している。